# Gary Caldwell
Gary Robert Caldwell (Stirling, 12 april 1982) is een Schots voormalig voetballer en huidig voetbaltrainer. Hij speelde doorgaans als centrale verdediger. Tussen 2001 en 2015 speelde hij voor Darlington, Hibernian, Coventry City, Derby County, opnieuw Hibernian, Celtic en Wigan Athletic. Caldwell maakte in 2002 zijn debuut in het Schots voetbalelftal en kwam tot aan 2013 tot vijfenvijftig interlands, met daarin twee doelpunten. Na zijn actieve loopbaan werd Caldwell trainer.

## Clubcarrière
Caldwell speelde in de jeugd van Celtic Boys Club en Hutchinson Vale, alvorens hij in 1997 in de opleiding van Newcastle United terechtkwam. Bij deze club wist hij niet door te breken en achtereenvolgens speelde de Schot op huurbasis voor Darlington, Hibernian, Coventry City en Derby County. Halverwege het seizoen 2003/04 gingen Newcastle en Caldwell uit elkaar, waarna de centrumverdediger voor een half seizoen tekende bij Hibernian. In de zomer van 2004 ging hij op proef bij Vitesse. Na een week werd duidelijk dat Hibernian graag wilde dat Caldwell in Schotland zou blijven voetballen. Uiteindelijk tekende hij ook een contract voor twee seizoenen bij Hibernian.
Een halfjaar voor het einde van deze verbintenis tekende Caldwell een voorcontract bij Celtic, dat hem dus transfervrij overnam. Bij Celtic wisselde hij in zijn eerste seizoen nog tussen bank en basis maar vanaf de zomer van 2007 speelde hij vaak als vaste basisspeler mee. Na afloop van het seizoen 2008/09 werd de international verkozen tot SFWA Footballer of the Year. Het seizoen erna kregen Caldwell en Celtic problemen omdat onderhandelingen over een nieuw contract niet goed liepen. Hierop leek Middlesbrough de centrumverdediger over te nemen na een geaccepteerd bod.
Op het laatste moment kwam Wigan Athletic nog met een bod. Die laatste club ging er uiteindelijk met de handtekening van Caldwell vandoor; deze stond onder een verbintenis voor de duur van vierenhalf jaar. Al na een half seizoen werd Caldwell verkozen tot de nieuwe aanvoerder van de club, na het vertrek van Mario Melchiot, die die rol tot dan toe had vervuld. In het seizoen 2012/13 degradeerde Wigan naar het Championship. Hier speelde hij maar twee wedstrijden door een blessure aan zijn heup. In juli 2014 tekende hij toch een nieuw contract voor één seizoen. Naast voetballen zou hij ook een rol gaan vervullen in de trainersstaf. Caldwell speelde geen wedstrijden in de eerste helft van het seizoen 2014/15 en in februari 2015 besloot hij vanwege aanhoudend blessureleed een punt te zetten achter zijn loopbaan als professioneel voetballer.

## Clubstatistieken
| Seizoen | Club             | Competitie     | Competitie | Competitie | Beker | Beker | Internationaal | Internationaal | Totaal | Totaal |
| Seizoen | Club             | Competitie     | Wed.       | Dlp.       | Wed.  | Dlp.  | Wed.           | Dlp.           | Wed.   | Dlp.   |
| ------- | ---------------- | -------------- | ---------- | ---------- | ----- | ----- | -------------- | -------------- | ------ | ------ |
| 2000/01 | Newcastle United | Premier League | 0          | 0          | 0     | 0     | —              | —              | 0      | 0      |
| 2001/02 | → Darlington     | Third Division | 4          | 0          | 0     | 0     | —              | —              | 4      | 0      |
| 2001/02 | → Hibernian      | Premier League | 11         | 0          | 1     | 0     | —              | —              | 12     | 0      |
| 2002/03 | → Coventry City  | First Division | 36         | 0          | 5     | 0     | —              | —              | 41     | 0      |
| 2003/04 | → Derby County   | First Division | 9          | 0          | 1     | 0     | —              | —              | 10     | 0      |
| 2003/04 | Hibernian        | Premier League | 17         | 1          | 2     | 0     | —              | —              | 19     | 1      |
| 2004/05 | Hibernian        | Premier League | 37         | 3          | 7     | 1     | 1              | 0              | 45     | 4      |
| 2005/06 | Hibernian        | Premier League | 34         | 1          | 5     | 2     | 2              | 0              | 41     | 3      |
| 2006/07 | Celtic           | Premier League | 21         | 0          | 3     | 0     | 4              | 0              | 28     | 0      |
| 2007/08 | Celtic           | Premier League | 35         | 1          | 6     | 1     | 10             | 0              | 51     | 2      |
| 2008/09 | Celtic           | Premier League | 36         | 3          | 5     | 1     | 6              | 0              | 47     | 4      |
| 2009/10 | Celtic           | Premier League | 14         | 1          | 2     | 0     | 8              | 0              | 24     | 1      |
| 2009/10 | Wigan Athletic   | Premier League | 16         | 2          | 1     | 0     | —              | —              | 17     | 2      |
| 2010/11 | Wigan Athletic   | Premier League | 23         | 0          | 3     | 0     | —              | —              | 26     | 0      |
| 2011/12 | Wigan Athletic   | Premier League | 36         | 3          | 1     | 0     | —              | —              | 37     | 3      |
| 2012/13 | Wigan Athletic   | Premier League | 25         | 1          | 1     | 0     | —              | —              | 26     | 1      |
| 2013/14 | Wigan Athletic   | Championship   | 2          | 0          | 1     | 0     | —              | —              | 3      | 0      |
| 2014/15 | Wigan Athletic   | Championship   | 0          | 0          | 0     | 0     | —              | —              | 0      | 0      |
| Totaal  | Totaal           | Totaal         | 355        | 16         | 44    | 4     | 31             | 0              | 430    | 20     |

## Interlandcarrière
Caldwell maakte zijn debuut in het Schots voetbalelftal op 27 maart 2002. Op die dag werd een vriendschappelijke wedstrijd tegen Frankrijk met 5–0 verloren. Zinédine Zidane, David Trezeguet (tweemaal), Thierry Henry en Steve Marlet zorgden voor de Franse doelpunten. De Schotse centrumverdediger mocht van bondscoach Berti Vogts in de basis beginnen en hij speelde het gehele duel mee. De andere debutanten dit duel waren Stephen Crainey (Celtic) en Steven Thompson (Dundee United). Zijn eerste interlanddoelpunt maakte Caldwell in zijn achtste interland tegen Trinidad en Tobago (4–1 winst) op 30 mei 2004. Tijdens dit duel zorgde hij voor de derde Schotse treffer na goals van Darren Fletcher en Gary Holt. Uiteindelijk scoorde Schotland nog een vierde treffer (via Nigel Quashie), waarna Trinidad en Tobago door een doelpunt van Stern John iets terugdeed. Later wist hij ook nog een interlanddoelpunt te maken tegen Frankrijk, tijdens de kwalificatiereeks voor het EK 2008. Door de treffer van Caldwell won Schotland het duel met 1–0. Tijdens zijn zevenenveertigste interland mocht Caldwell van bondscoach Craig Levein beginnen met de aanvoerdersband om zijn arm omdat Darren Fletcher afwezig was en Kenny Miller op de reservebank begon. Uiteindelijk zou Caldwell tijdens zes interlands als aanvoerder aan de wedstrijd beginnen.
| Interlands van Gary Caldwell voor Schotland | Interlands van Gary Caldwell voor Schotland | Interlands van Gary Caldwell voor Schotland | Interlands van Gary Caldwell voor Schotland | Interlands van Gary Caldwell voor Schotland | Interlands van Gary Caldwell voor Schotland |
| №                                           | Datum                                       | Wedstrijd                                   | Uitslag                                     | Competitie                                  | Goals                                       |
| Als speler bij Hibernian                    | Als speler bij Hibernian                    | Als speler bij Hibernian                    | Als speler bij Hibernian                    | Als speler bij Hibernian                    | Als speler bij Hibernian                    |
| ------------------------------------------- | ------------------------------------------- | ------------------------------------------- | ------------------------------------------- | ------------------------------------------- | ------------------------------------------- |
| 1                                           | 27 maart 2002                               | Frankrijk – Schotland                       | 5 – 0                                       | Vriendschappelijk                           |                                             |
| 2                                           | 17 april 2002                               | Schotland – Nigeria                         | 1 – 2                                       | Vriendschappelijk                           |                                             |
| 3                                           | 16 mei 2002                                 | Zuid-Korea – Schotland                      | 4 – 1                                       | Vriendschappelijk                           |                                             |
| 4                                           | 20 mei 2002                                 | Zuid-Afrika – Schotland                     | 2 – 0                                       | Vriendschappelijk                           |                                             |
| 5                                           | 31 maart 2004                               | Schotland – Roemenië                        | 1 – 2                                       | Vriendschappelijk                           |                                             |
| 6                                           | 28 april 2004                               | Denemarken – Schotland                      | 1 – 0                                       | Vriendschappelijk                           |                                             |
| 7                                           | 27 mei 2004                                 | Estland – Schotland                         | 0 – 1                                       | Vriendschappelijk                           |                                             |
| 8                                           | 30 mei 2004                                 | Schotland – Trinidad en Tobago              | 4 – 1                                       | Vriendschappelijk                           | 23'                                         |
| 9                                           | 18 augustus 2004                            | Schotland – Hongarije                       | 0 – 3                                       | Vriendschappelijk                           |                                             |
| 10                                          | 3 september 2004                            | Spanje – Schotland                          | 1 – 1                                       | Vriendschappelijk                           |                                             |
| 11                                          | 8 september 2004                            | Schotland – Slovenië                        | 0 – 0                                       | WK 2006 kwalificatie                        |                                             |
| 12                                          | 9 oktober 2004                              | Schotland – Noorwegen                       | 0 – 1                                       | WK 2006 kwalificatie                        |                                             |
| 13                                          | 13 oktober 2004                             | Moldavië – Schotland                        | 1 – 1                                       | WK 2006 kwalificatie                        |                                             |
| 14                                          | 26 maart 2005                               | Italië – Schotland                          | 2 – 0                                       | WK 2006 kwalificatie                        |                                             |
| 15                                          | 8 juni 2005                                 | Wit-Rusland – Schotland                     | 0 – 0                                       | WK 2006 kwalificatie                        |                                             |
| 16                                          | 12 oktober 2005                             | Slovenië – Schotland                        | 0 – 3                                       | WK 2006 kwalificatie                        |                                             |
| 17                                          | 12 november 2005                            | Schotland – Verenigde Staten                | 1 – 1                                       | Vriendschappelijk                           |                                             |
| 18                                          | 1 maart 2006                                | Schotland – Zwitserland                     | 1 – 3                                       | Vriendschappelijk                           |                                             |
| 19                                          | 11 mei 2006                                 | Bulgarije – Schotland                       | 1 – 5                                       | Vriendschappelijk                           |                                             |
| 20                                          | 13 mei 2006                                 | Japan – Schotland                           | 0 – 0                                       | Vriendschappelijk                           |                                             |
| Als speler bij Celtic                       |                                             |                                             |                                             |                                             |                                             |
| 21                                          | 2 september 2006                            | Litouwen – Schotland                        | 1 – 2                                       | EK 2008 kwalificatie                        |                                             |
| 22                                          | 7 oktober 2006                              | Schotland – Frankrijk                       | 1 – 0                                       | EK 2008 kwalificatie                        | 67'                                         |
| 23                                          | 11 oktober 2006                             | Oekraïne – Schotland                        | 2 – 0                                       | EK 2008 kwalificatie                        |                                             |
| 24                                          | 30 mei 2007                                 | Oostenrijk – Schotland                      | 0 – 1                                       | Vriendschappelijk                           |                                             |
| 25                                          | 22 augustus 2007                            | Schotland – Zuid-Afrika                     | 1 – 0                                       | Vriendschappelijk                           |                                             |
| 26                                          | 26 maart 2008                               | Schotland – Kroatië                         | 1 – 1                                       | Vriendschappelijk                           |                                             |
| 27                                          | 30 mei 2008                                 | Tsjechië – Schotland                        | 3 – 1                                       | Vriendschappelijk                           |                                             |
| 28                                          | 6 september 2008                            | Macedonië – Schotland                       | 1 – 0                                       | WK 2010 kwalificatie                        |                                             |
| 29                                          | 10 september 2008                           | IJsland – Schotland                         | 1 – 2                                       | WK 2010 kwalificatie                        |                                             |
| 30                                          | 11 oktober 2008                             | Schotland – Noorwegen                       | 0 – 0                                       | WK 2010 kwalificatie                        |                                             |
| 31                                          | 19 november 2008                            | Schotland – Argentinië                      | 0 – 1                                       | Vriendschappelijk                           |                                             |
| 32                                          | 28 maart 2009                               | Nederland – Schotland                       | 3 – 0                                       | WK 2010 kwalificatie                        |                                             |
| 33                                          | 1 april 2009                                | Schotland – IJsland                         | 2 – 1                                       | WK 2010 kwalificatie                        |                                             |
| 34                                          | 12 augustus 2009                            | Noorwegen – Schotland                       | 4 – 0                                       | WK 2010 kwalificatie                        |                                             |
| 35                                          | 10 oktober 2009                             | Japan – Schotland                           | 2 – 0                                       | Vriendschappelijk                           |                                             |
| 36                                          | 14 november 2009                            | Wales – Schotland                           | 3 – 0                                       | Vriendschappelijk                           |                                             |
| Als speler bij Wigan Athletic               |                                             |                                             |                                             |                                             |                                             |
| 37                                          | 3 maart 2010                                | Schotland – Tsjechië                        | 1 – 0                                       | Vriendschappelijk                           |                                             |
| 38                                          | 8 oktober 2010                              | Tsjechië – Schotland                        | 1 – 0                                       | EK 2012 kwalificatie                        |                                             |
| 39                                          | 27 maart 2011                               | Brazilië – Schotland                        | 2 – 0                                       | Vriendschappelijk                           |                                             |
| 40                                          | 25 mei 2011                                 | Schotland – Wales                           | 3 – 1                                       | Vriendschappelijk                           |                                             |
| 41                                          | 10 augustus 2011                            | Schotland – Denemarken                      | 2 – 1                                       | Vriendschappelijk                           |                                             |
| 42                                          | 3 september 2011                            | Schotland – Tsjechië                        | 2 – 2                                       | EK 2012 kwalificatie                        |                                             |
| 43                                          | 6 september 2011                            | Schotland – Litouwen                        | 1 – 0                                       | EK 2012 kwalificatie                        |                                             |
| 44                                          | 8 oktober 2011                              | Liechtenstein – Schotland                   | 0 – 1                                       | EK 2012 kwalificatie                        |                                             |
| 45                                          | 11 oktober 2011                             | Spanje – Schotland                          | 3 – 1                                       | EK 2012 kwalificatie                        |                                             |
| 46                                          | 11 november 2011                            | Cyprus – Schotland                          | 1 – 2                                       | Vriendschappelijk                           |                                             |
| 47                                          | 29 februari 2012                            | Slovenië – Schotland                        | 1 – 1                                       | Vriendschappelijk                           |                                             |
| 48                                          | 26 mei 2012                                 | Verenigde Staten – Schotland                | 5 – 1                                       | Vriendschappelijk                           |                                             |
| 49                                          | 15 augustus 2012                            | Schotland – Australië                       | 3 – 1                                       | Vriendschappelijk                           |                                             |
| 50                                          | 8 september 2012                            | Schotland – Servië                          | 0 – 0                                       | WK 2014 kwalificatie                        |                                             |
| 51                                          | 11 september 2012                           | Schotland – Macedonië                       | 1 – 1                                       | WK 2014 kwalificatie                        |                                             |
| 52                                          | 12 oktober 2012                             | Wales – Schotland                           | 2 – 1                                       | WK 2014 kwalificatie                        |                                             |
| 53                                          | 16 oktober 2012                             | België – Schotland                          | 2 – 0                                       | WK 2014 kwalificatie                        |                                             |
| 54                                          | 22 maart 2013                               | Schotland – Wales                           | 1 – 2                                       | WK 2014 kwalificatie                        |                                             |
| 55                                          | 26 maart 2013                               | Servië – Schotland                          | 2 – 0                                       | WK 2014 kwalificatie                        |                                             |

## Trainerscarrière
Nadat hij een punt had gezet achter zijn actieve loopbaan werd Caldwell toegevoegd aan de trainersstaf van de jeugdopleiding van Wigan Athletic. Op 7 april 2015 werd hij aangesteld als hoofdtrainer van het eerste elftal, na het ontslag van Malky Mackay. De Schot kon degradatie uit het Championship niet voorkomen, maar hij mocht wel aanblijven als hoofdtrainer. Direct na de degradatie wist Caldwell met Wigan kampioen te worden in de League One. In oktober 2016 werd hij ontslagen na tegenvallende resultaten. Tweeënhalve maand later stelde Chesterfield hem aan als coach. Met deze club degradeerde hij naar de League Two en op dat niveau begon de club met slechts één overwinning in tien wedstrijden. Hiervoor besloot de clubleiding Caldwell op straat te zetten. De Schotse coach zat ruim een jaar zonder werkgever tot Partick Thistle hem aanstelde. Een jaar later vertrok hij, om achtereenvolgens het onder-23-team van Newcastle United te trainen en assistent bij Hibernian te zijn. Exeter City stelde Caldwell in oktober 2022 aan als hoofdtrainer.

## Erelijst
| Competitie          |            |                  |            |            |
| Competitie          | Aantal     | Jaren            |            |            |
| Als speler          | Als speler | Als speler       | Als speler | Als speler |
| Celtic              | Celtic     | Celtic           | Celtic     | Celtic     |
| ------------------- | ---------- | ---------------- | ---------- | ---------- |
| Premier League      | 2          | 2006/07, 2007/08 |            |            |
| Scottish Cup        | 1          | 2006/07          |            |            |
| Scottish League Cup | 1          | 2008/09          |            |            |
| Wigan Athletic      |            |                  |            |            |
| FA Cup              | 1          | 2012/13          |            |            |
| Als trainer         |            |                  |            |            |
| Wigan Athletic      |            |                  |            |            |
| League One          | 1          | 2015/16          |            |            |